# 대경생활과학고등학교
대경생활과학고등학교(大京生活科學高等學校)는 대한민국 서울특별시 중구 신당동에 위치한 사립 고등학교이다.

## 학교 연혁
- 1956년 1월 16일 : 학교법인 제일학원 설립, 이창기 초대 이사장 취임
- 1956년 2월 28일 : 대경중학교(6학급), 대경상업고등학교(주간 6학급, 야간 3학급) 설립인가
- 1956년 4월 16일 : 중구 을지로5가 임시교사에서 개교, 초대 이창기 교장 취임
- 1958년 5월 19일 : 중구 신당동 현 교사로 이전
- 1972년 12월 22일 : 실내 체육관 서정관 준공
- 1983년 10월 27일 : 학교법인 서정(墅亭)학원으로 법인 명칭 변경
- 1997년 8월 8일 : 대경상업고등학교에서 대경정보산업고등학교로 개명
- 1999년 5월 6일 : 남녀공학 학칙개정
- 2008년 10월 6일 : 서울특별시교육청 특성화학과 학교 지정 - 벤처창업과
- 2012년 7월 30일 : 교육청지원 산업분야별 특성화고 선정(경영관리과, 금융관리과 학과개편)
- 2015년 7월 31일 : 대경상업고등학교 교명 변경 인가(학칙 변경)
- 2022년 2월 10일 : 제65회 졸업식(183명, 누계 28,841명)
- 2022년 3월 1일 : 대경생활과학고등학교로 교명 변경
- 2024년 9월 1일 : 제14대 박종현 교장  취임

## 설치 학과
- 방송공연콘텐츠과
- S/W디자인과
- 푸드조리디자인과
- 핀테크경영과

## 참고 자료
- 대경생활과학고등학교 - 한국교육학술정보원 학교알리미